# Sottostringa
Una sottostringa, sottosequenza, prefisso o suffisso di una stringa è un sottoinsieme di simboli in una stringa, in cui l'ordine degli elementi è preservato. In questo contesto, i termini stringa e sequenza assumono lo stesso significato.

## Sottosuccessioni
Una sottosequenza di una stringa {\displaystyle T=t_{1}t_{2}\dots t_{n}} è una stringa {\displaystyle {\hat {T}}=t_{i_{1}}\dots t_{i_{m}}} tale che {\displaystyle i_{1}<\dots <i_{m}}, dove {\displaystyle m\leq n}. La sottosuccessione è una generalizzazione del concetto di sottostringa, suffisso e prefisso. Trovare la stringa più lunga uguale a una sottosequenza di due o più stringhe è noto come il problema della massima sottosequenza comune.
Esempio: la stringa anna è una sottosequenza della stringa banana:
```
banana
 || ||
 an na
```

Contando la sottosequenza vuota, il numero di sottosequenze di una stringa lunga {\displaystyle n} dove i simboli compaiono solo una volta è semplicemente il numero di sottoinsiemi degli indici dei simboli, ovvero {\displaystyle 2^{n}}.

## Sottostringa
Una sottostringa (o fattore) di una stringa {\displaystyle T=t_{1}\dots t_{n}} è una stringa {\displaystyle {\hat {T}}=t_{1+i}\dots t_{m+i}}, dove {\displaystyle 0\leq i} e {\displaystyle m+i\leq n}. Una sottostringa di una stringa è un prefisso di un suffisso della stringa o, in modo equivalente, un suffisso di un prefisso della stringa. Se {\displaystyle {\hat {T}}} è una sottostringa di {\displaystyle T}, essa è anche una sottosequenza, che è un concetto più generale. Dato un pattern {\displaystyle P}, è possibile trovarne le occorrenze in una strina {\displaystyle T} mediante un algoritmo di pattern matching su stringhe. Trovare la stringa più lunga uguale a una sottostringa di due o più stringhe è noto come il problema della massima sottostringa comune.
Esempio: La stringa ana è una sottostringa (e sottosequenza) di banana in due posizioni differenti:
```
banana
 |||||
 ana||
   |||
   ana
```

Nella letteratura matematica, le sottostringhe sono anche chiamate subwords (in America) o fattori (in Europa).
Non contando la sottostringa vuota, il numero di sottostringhe di una stringa lunga {\displaystyle n} dove i simboli compaiono solo una volta è uguale al numero di modi in cui si possono scegliere due "punti" distinti, ognuno posto tra due simboli adiacenti, per marcare rispettivamente l'inizio e la fine della sottostringa. Includendo il punto che precede il primo carattere della stringa e quello che segue l'ultimo, ci sono un totale di {\displaystyle n+1} punti. Per cui esistono {\displaystyle {\tbinom {n+1}{2}}={\tfrac {n(n+1)}{2}}} sottostringhe non vuote.

## Prefisso
Un prefisso di una stringa {\displaystyle T=t_{1}\dots t_{n}} è una stringa {\displaystyle {\widehat {T}}=t_{1}\dots t_{m}}, dove {\displaystyle m\leq n}. Un prefisso proprio di una stringa ha lunghezza inferiore rispetto alla stessa ({\displaystyle 0\leq m<n}) ; alcune definizioni in aggiunta richiedono che un prefisso proprio sia non vuoto ({\displaystyle 0<m<n}). Un prefisso può essere visto come un caso speciale di una sottostringa.
Esempio: La stringa ban è un prefisso (e sottostringa e sottosequenza) della stringa banana:
```
banana
|||
ban
```

Il simbolo di sottoinsieme quadrato è a volte utilizzato per indicare un prefisso, così {\displaystyle {\widehat {T}}\sqsubseteq T} denota che {\displaystyle {\widehat {T}}} è un prefisso di {\displaystyle T}, definendo una relazione binaria su stringhe, chiamata la relazione prefisso.
Nella teoria dei linguaggi formali il termine prefisso di una stringa viene inteso comunemente anche come l'insieme di tutti i prefissi di una stringa rispetto a quel linguaggio.

## Suffisso
Un suffisso di una stringa {\displaystyle T=t_{1}\dots t_{n}} è una stringa {\displaystyle {\hat {T}}=t_{n-m+1}\dots t_{n}}, dove {\displaystyle m\leq n}. Un suffisso proprio di una stringa è di lunghezza inferiore alla stessa ({\displaystyle 0<m\leq n}); di nuovo, un'interpretazione più restrittiva impone che il suffisso proprio sia non vuoto  ({\displaystyle 0<m<n}). Un suffisso può essere visto come un caso speciale di una sottostringa.
Esempio: La stringa nana è un suffisso (e una sottostringa e sottosequenza) della stringa banana:
```
banana
  ||||
  nana
```

Un albero dei suffissi di una stringa è una struttura dati trie-like che rappresenta tutti i suoi suffissi. Gli alberi dei suffissi hanno un gran numero di applicazioni negli algoritmi su stringhe. L'array dei suffissi è una versione semplificata di questa struttura dati che elenca le posizioni di partenza dei suffissi in ordine alfabetico; condivide molte delle stesse applicazioni.

## Bordo
Una sottostringa si dice bordo quando è contemporaneamente suffisso e prefisso della stessa stringa, ad esempio "bab" è un bordo di "babab".

## Superstringa
Dato un insieme di {\displaystyle k} stringhe {\displaystyle P=\{s_{1},s_{2},s_{3},\dots s_{k}\}}, una superstringa dell'insieme {\displaystyle P} è una singola stringa che contiene tutti gli elementi di {\displaystyle P} come sottostringhe.
Per esempio, una concatenazione degli elementi di {\displaystyle P} in un ordine qualsiasi produce una superstringa banale di {\displaystyle P}. Per un esempio più interessante, sia {\displaystyle P=\{{\text{abcc}},{\text{efab}},{\text{bccla}}\}}. Si ha che {\displaystyle {\text{bcclabccefab}}} è una superstringa di {\displaystyle P}, ma {\displaystyle {\text{efabccla}}} è una superstringa più corta.